# Flavipanurgus granadensis
Flavipanurgus granadensis là một loài Hymenoptera trong họ Andrenidae. Loài này được Warncke mô tả khoa học năm 1987.